# 祭灶 (婚禮)
祭灶是中國部份地區的傳統婚禮習俗，一般在行参厨礼后，但婚礼为三日举行时，部分地区会于婚后礼中的试厨礼时行祭灶礼，而不于参厨礼后祭灶。
不同地区因其不同的婚俗礼仪而有不同的祭灶方式。部分地区在婚礼上的祭灶方式和腊月送神祭灶方式相同，但也有很多地区婚礼上的祭灶方式因喜庆的原因不同，而和腊月祭灶方式不同，例如很多具体做法为男方家在锅盖上要事先扣三个碗，里面分别有肉、馒头、钱。叩拜灶神后新娘须如同小儿抓周一样去揭开碗，其寓意是，揭开馒头象征一生不缺吃穿，揭开肉象征一生有吃，揭开钱象征一生有钱；总之都乃吉祥的彩头。先揭开馒头，再揭开肉，最后揭开钱寓意新人婚后辛勤劳动，不愁吃穿，生活水平逐渐提高，最终会发大财；先揭开馒头，再揭开钱，最后揭开肉寓意新人婚后先苦后甜，须先辛勤劳动，之后发大财，以后的生活水平也随之提高；先揭开肉，后揭开馒头，最后揭开钱寓意新人婚后勤俭，精打细算，不奢侈浪费，资产就能积少成多，终成大富；先揭开钱，后揭开馒头，最后揭开肉则寓意新人运气好，会及早发大财，因而生活也越来越好；先揭开钱，后揭开肉，最后揭开馒头则寓意提醒新人发财后也须勤俭持家，不可奢侈浪费，否则生活水平会下降；而先揭开肉，后揭开钱，最后揭馒头则寓意提醒新人婚后虽因事业一帆风顺而及早发财，但发财后须注意节俭，不能松懈，继续努力工作，否则生活水平会下降。
因各地饮食习惯不同，婚礼上行祭灶礼时南方也有用喜粿代替馒头的。